# 光崎伸
光崎 伸（みつざき しん、1997年8月22日 - ）は、愛知県刈谷市出身のサッカー選手。東海社会人サッカーリーグ2部のFC Bonbonera GIFU所属。ポジションはミッドフィールダー(MF)。

## 来歴
愛知県刈谷市出身であり、刈谷市立住吉小学校と刈谷市立刈谷南中学校を卒業している。東海学園高校では2年次に全国高校選手権、3年次に全国高校総体に出場。3年次の2015年5月には清水エスパルスの練習に参加した。得意の左足で丸刈りの存在感を発揮し、清水の一部選手からはブラジル代表の「リバウド」とあだ名をつけられた。ガンバ大阪、サガン鳥栖、ヴィッセル神戸からも獲得に興味を示された。
2016年に清水エスパルスへ加入した。同年4月、オーバートレーニング症候群と診断されたことが発表された。2018年1月、清水エスパルスとの契約が満了した。
2018年シーズンは所属クラブがなかった。2019年、東海社会人サッカーリーグ2部のFC Bonbonera GIFUに加入した。

## 所属クラブ
ユース経歴
- 愛知FC
- 刈谷南FC（刈谷市立住吉小学校）
- ホペイロ刈谷（刈谷市立刈谷南中学校）
- 東海学園高等学校

シニア経歴
- 2016年 - 2017年  清水エスパルス
- 2019年 -  FC Bonbonera GIFU

## 個人成績
| 国内大会個人成績 | 国内大会個人成績  | 国内大会個人成績 | 国内大会個人成績 | 国内大会個人成績 | 国内大会個人成績 | 国内大会個人成績 | 国内大会個人成績 | 国内大会個人成績 | 国内大会個人成績 | 国内大会個人成績 | 国内大会個人成績 |
| 年度             | クラブ            | 背番号           | リーグ           | リーグ戦         | リーグ戦         | リーグ杯         | リーグ杯         | オープン杯       | オープン杯       | 期間通算         | 期間通算         |
| 年度             | クラブ            | 背番号           | リーグ           | 出場             | 得点             | 出場             | 得点             | 出場             | 得点             | 出場             | 得点             |
| 日本             | 日本              | 日本             | 日本             | リーグ戦         | リーグ戦         | リーグ杯         | リーグ杯         | 天皇杯           | 天皇杯           | 期間通算         | 期間通算         |
| ---------------- | ----------------- | ---------------- | ---------------- | ---------------- | ---------------- | ---------------- | ---------------- | ---------------- | ---------------- | ---------------- | ---------------- |
| 2016             | 清水              | 32               | J2               | 0                | 0                | -                | -                | 0                | 0                | 0                | 0                |
| 2017             | 清水              | 32               | J1               | 0                | 0                | 0                | 0                | 0                | 0                | 0                | 0                |
| 2019             | FC Bonbonera GIFU |                  | 東海2部          |                  |                  |                  |                  |                  |                  |                  |                  |
| 通算             | 日本              | 日本             | J1               | 0                | 0                | 0                | 0                | 0                | 0                | 0                | 0                |
| 通算             | 日本              | 日本             | J2               | 0                | 0                | -                | -                | 0                | 0                | 0                | 0                |
| 総通算           | 総通算            | 総通算           | 総通算           | 0                | 0                | 0                | 0                | 0                | 0                | 0                | 0                |